# Провулок Василя Сухенка
Прову́лок Василя́ Сухе́нка — провулок у Дніпровському районі міста Києва, місцевість Ліски. Пролягає від Гроденської до Азербайджанської вулиці. 
Прилучаються вулиці Щепкіна і Профспілкова.

## Історія
Провулок виник у 50-х роках XX століття під назвою 312-та Нова вулиця. Назву провулок Бакинських комісарів отримав у 1953 році, на честь бакинських комісарів — комуністичних революційних діячів у Баку. До 2001 року сусідня Азербайджанська вулиця мала назву вулиця Бакинських комісарів.
Сучасна назва на честь льотчика Повітряного флоту УНР Василя Сухенка — з 2017 року

## Перейменування
У вересні — листопаді 2015 року Київська міська державна адміністрація провела громадське обговорення щодо перейменування провулку на честь радянського азербайджанського і російського оперного та естрадного співака Мусліма Магомаєва. Враховуючи негативні результати обговорення, комісія з питань найменувань при Київському міському голові розглянула інші варіанти перейменування та надала свої рекомендації.